# Jacques-Napoléon Faure-Biguet
Pour les articles homonymes, voir Faure-Biguet.
Jacques-Napoléon Faure-Biguet, né le 1er octobre 1893 à Paris 9e et mort le 18 juillet 1954 au Vésinet est un écrivain, journaliste, biographe et auteur de romans policiers sous le pseudonyme de Jacques Decrest. Il est le petit-fils du général Paul-Vincent Faure-Biguet.

## Éléments de biographie
Déclaré à l'état civil comme Paul-Marie-Charles-Jacques Faure-Biguet, il reçoit à son baptême le prénom de Napoléon avec l'autorisation du prince Victor Napoléon, dont le père de Jacques, Charles Faure-Biguet, est un fidèle partisan.[réf. nécessaire]
Jacques-Napoléon Faure-Biguet a fait ses études à Paris et fut condisciple de Henry de Montherlant auquel il consacra deux ouvrages.
Après la guerre, il dirige la collection de romans policiers Le Labyrinthe.

## Œuvres

### Sous le nom de J.-N. Faure-Biguet
- Poèmes, 1914-1915, S. Escoffier, Nizza, 1916
- La Fiancée morte, Paris, Flammarion, 1925
- Les Prisonniers d’Amour, Paris, Flammarion, 1926
- Le Prisonnier des Mers, Éditions de la Nouvelle Revue Critique, 1927
- Passages de L’Oiseau, Éditions Victor Attinger, 1929
- Lettres de Laure Surville de Balzac, 1932
- La Colonne de Nuées, Paris, Éditions de Flore, 1948
- Maurice Barrès, son œuvre, Paris, Plon, 1924
- Montherlant, homme de la Renaissance, Paris, Plon, 1925
- Gobineau « Le roman des grandes existences », Paris, Plon, 1930

Prix Narcisse-Michaut de l’Académie française 1931
- Le Roi Alexandre Ier de Yougoslavie, Paris, Plon, 1936
- La Petite Sœur Thérèse, Paris, Plon, 1937
- Les Enfances de Montherlant (de neuf a vingt ans), Paris, Plon, 1941
- Le Général Leclerc, Paris, Plon, 1948

### Sous le nom de Jacques Decrest

#### SérieCommissaire Gilles (ou Les Enquêtes de Monsieur Gilles)
1. Hasard, Gallimard, 1933
2. Les Trois Jeunes filles de Vienne, NRF, 1934
3. Les Rendez-vous du dimanche soir, NRF, 1935
4. La Petite Fille de Bois-Colombes, NRF, 1936
5. L'Oiseau-poignard, NRF, 1936
6. La Vérité du septième jour, NRF, 1939
7. Le Bal de la Montagne noire, Gallimard, 1941
8. La Maison du Haut, "Pour votre Plaisir", Plon, 1942
9. Nouvelles : Six Bras en l’air ; Le Bal du dernier soir ; La Chambre froide ; Point d’Orgue ; La Mouche d’Améthyste ; Les Quatre chambres, 1943
10. Le Troisième Œillet, "Coll. Scarlett", SEPE, 1948
11. Les Chambres sans serrures, "Suites policières", Ed. de Flore, 1949
12. Fumées sans feu, (avec Germaine Decrest), 1949 [Grand Prix de Littérature policière, 1951]
13. L’Homme de trois nuits, "Suites policières", Ed. de Flore, 1950
14. Les Pistolets solitaires, "Suites policières", Ed. de Flore, 1951
15. Vous n’y êtes pour rien, nouvelle parue dans le magazine Votre Vie, votre Bonheur, 1951
16. L’Office des ténèbres, "Suites policières", Ed. de Flore, 1952
17. Le Tambour des dunes, "Le Sphinx", Ed. de Flore, 1953
18. Le Salon des oiseaux, "Le Sphinx", Ed. de Flore, 1954
19. Denise du bord de l’eau, "Le Sphinx", Ed. de Flore, 1954
20. Dieu mesure le vent, "Le Sphinx", Ed. de Flore, 1955
21. Les Complices de l’aube, (achevé par Thomas Narcejac), suivi de La Vendeuse du Paradis, Préface de T. Narcejac, "Le Sphinx", Ed. de Flore, 1955

### Traductions
- Treize à la douzaine (titre original : Cheaper by the Dozen), Frank B. Gilbreth Jr., Ernestine Gilbreth Carey, 1949.